# Pholidoscelis wetmorei
Pholidoscelis wetmorei (амейва Ветмора) — вид ящірок родини теїдових (Teiidae). Ендемік Пуерто-Рико. Вид названий на честь американського орнітолога Александера Ветмора.

## Поширення і екологія
Амейви Ветмора мешкають на південному заході Пуерто-Рико та на сусідніх острівцях Ісла-Магейес, Каха-де-Муертос, Ісла-Моррільїто і Ісла-Гуаякан. Вони живуть в сухих тропічних лісах, рідколіссях, чагарникових і опунцієвих заростях та в заростях морського винограду, на висоті від 45 до 450 м над рівнем моря. Живляться дрібними безхребетними. Відкладають яйця.

## Збереження
МСОП класифікує цей вид як вразливий. Pholidoscelis wetmorei загрожує знищення природного середовища.